# 朱道瀾
朱道瀾（1486年—？年），字叔觀，福建兴化府莆田縣人，鹽軍籍。

## 生平
治《詩經》，行三，嘉靖元年（1522年）福建鄉試第六十九名舉人，年三十八歲中式嘉靖二年（1523年）癸未科會試第八十二名，第三甲第二百三十一名進士。初授广东增城县知县，遷太仆寺丞，历任广东按察司佥事，十八年九月升江西布政司左参议，二十八任广东按察司副使，二十九年正月以考察致仕，七月以平定琼州府五指诸山黎贼那燕等军功，升一级致仕。

## 家族
曾祖朱希哲。祖父朱世望，義官。父朱邦鏞。母黄氏。慈侍下。兄道本、道明、弟道周、道宗、道洪、道通。